# Kambsfjall
Kambsfjall är ett berg i republiken Island. Det ligger i regionen Västfjordarna, 150 km norr om huvudstaden Reykjavík. Toppen på Kambsfjall är 543 meter över havet, eller 243 meter över den omgivande terrängen. Bredden vid basen är 5,0 km.
Närmaste större samhälle är Reykhólar, omkring 16 kilometer sydväst om Kambsfjall. Trakten runt Kambsfjall består i huvudsak av gräsmarker.